# Vindhyagebergte
Het Vindhyagebergte (Sanskriet: विन्‍ध्य) is een gebied van oudere ronde bergen en heuvels, dat voor het grootste deel in de Indiase deelstaat Madhya Pradesh ligt. Het kan wat grootte, ruigheid en natuurlijke geografie betreft vergeleken worden met de Appalachen. Het gebergte vormt een geografische waterscheiding op het Indiase subcontinent en scheidt de laagvlakte van de Ganges van Zuid-India.
De westelijke uitlopers van het Vindhyagebergte bevinden zich in het oosten van de deelstaat Gujarat, niet ver van de grenzen met de deelstaten Rajasthan en Madhya Pradesh. De oostelijke uitlopers van het gebergte lopen naar het oosten en noorden bijna door tot aan de Ganges bij Mirzapur. De gebieden noordelijk en westelijk van het gebergte zijn droog en onherbergzaam, aangezien ze als het ware zijn ingeklemd tussen het Vindhyagebergte en het hogere Aravalligebergte, waardoor regenbrengende winden, die vaak uit zuidelijke en oostelijke richting komen, vaak worden geblokkeerd.
De zuidelijke hellingen van het gebergte worden afgewaterd door de Narmada, Deze stroomt van oost naar west door de brede vallei tussen het Vindhyagebergte en het parallel lopende, maar honderd kilometer zuidelijker gelegen Satpuragebergte. De Narmada mondt uit in de Arabische Zee. De noordelijke hellingen worden afgewaterd door een flink aantal zijrivieren van de Ganges, de Kali Sindh, de Parbati, de Betwa en de Ken. De zuidelijke hellingen in het uiterste oosten worden afgewaterd door de Son, eveneens een zijrivier van de Ganges.